# ثابت ورده
ثابت وِردِه یک ویژگی نوری است که به نام فیزیکدان فرانسوی امیل ورده نامگذاری شده‌است. قدرت اثر فارادی را برای یک ماده خاص توصیف می‌کند. برای یک میدان مغناطیسی ثابت موازی با مسیر نور، می‌توان آن را به صورت زیر محاسبه کرد:
{\displaystyle \theta =VBL}
در اینجا {\displaystyle \theta } زاویه بین قطبش شروع و پایان است، {\displaystyle V} ثابت ورده است، {\displaystyle B} قدرت چگالی شار مغناطیسی است و {\displaystyle L} طول مسیر در ماده است.
ثابت ورده یک ماده وابسته به طول‌موج است و برای اکثر مواد بسیار کوچک است. در مواد حاوی یون‌های پارامغناطیس مانند تربیوم قوی‌ترین است. بالاترین ثابت‌های ورده در محیط‌های حجیم در شیشه‌های چخماق متراکم آلاییده تربیوم یا در کریستال‌های تربیوم گالیوم گارنت (TGG) یافت می‌شود. این مواد دارای خواص شفافیت عالی و آستانه آسیب بالا برای تابش لیزر هستند. بخارهای اتمی، با این حال، می‌توانند ثابت‌های ورده داشته باشند که مرتبه ای بزرگتر از TGG هستند، اما فقط در محدوده طول‌موج بسیار باریکی؛ بنابراین بخارات قلیایی را می‌توان به عنوان یک جداکننده نوری یا به عنوان یک مغناطیس‌سنج بسیار حساس استفاده کرد.